# Station Antibes
Station Antibes is een spoorwegstation in de Franse stad Antibes.

## Treindienst
| Serie    | Treinsoort | Route | Bijzonderheden                                                                             |
| -------- | ---------- | --- | ------------------------------------------------------------------------------------------ |
| TGV 6160 | TGV (SNCF) | Paris-Lyon – Valence-Rhône-Alpes-Sud TGV – Avignon TGV – Aix-en-Provence TGV – Marseille-Saint-Charles – Toulon – Les Arcs - Draguignan – Saint-Raphaël-Valescure – Cannes – Antibes – Nice-Ville – Monaco-Monte Carlo – Menton – Ventimiglia | Sommige treinen via Marseille, Les Arcs en St Raphaël. Een trein naar Ventimiglia.         |
| TGV 9800 | TGV (SNCF) | [ Luxemburg – Thionville – Metz-Ville – Strasbourg-Ville – Mulhouse-Ville – Belfort-Montbéliard TGV – Besançon Franche-Comté TGV – Dijon-Ville – Mâcon-Ville – ] / [ Brussel-Zuid – Lille-Europe – Arras – TGV Haute-Picardie – Aéroport Charles-de-Gaulle 2 TGV – [ Champagne-Ardenne TGV – Meuse TGV – Lorraine TGV – Strasbourg-Ville ] / [ Marne-la-Vallée - Chessy – [ Massy TGV – Le Mans – [ Laval – Rennes ] / [ Angers-Saint-Laud – Nantes ] ] / [ Creusot TGV – ] Lyon-Part-Dieu – [ Avignon TGV – Marseille Saint-Charles ] / [ Montpellier-Saint-Roch – Perpignan ] ] | Dagelijkse verbinding met Montpellier en Marseille. Perpignan - Brussel tweemaal per week. |